# Ludmiła Siczkariowa
Ludmiła Siczkariowa (ros. Людмила Александровна Сичкарёва; ur. 6 września 1937 w Ałmaty, zm. 25 kwietnia 2021) – rosyjska aktorka teatralna.

## Biografia
W 1961 uzyskała wykształcenie teatralne, kończąc naukę w studio Krasnojarskiego Teatru Dramatycznego im. A.S. Puszkina (absolwentem tego studio był również aktor Innokientij Smoktunowski). Swoje życie aktorskie rozpoczęła w teatrze w Nowokuźniecku. Od 1963, przez ponad 55 lat, występowała na scenie Smoleńskiego Teatru Dramatycznego. W swojej biografii aktorskiej ma ponad 150 ról, w tym także komediowych.

## Nagrody i odznaczenia
Ludowy Artysta Federacji Rosyjskiej.